# Riverside (contea di Lincoln, Nuovo Messico)
Riverside è una comunità non incorporata della contea di Lincoln nel Nuovo Messico, nel sud-ovest degli Stati Uniti. Si trova lungo il Rio Hondo che scorre a est dei monti Sacramento, la Sierra Blanca e i monti Capitan del Nuovo Messico centro-meridionale. È situata sulle strade U.S. 380 e U.S. 70, tra la città di Lincoln e Roswell. La comunità più vicina è Sunset a circa un miglio a monte.

## Storia
L'insediamento fu fondato dopo la prima guerra mondiale quando W. O. Norman aprì una stazione di servizio, chiamata "Big Hill Filling Station", e un campo per le auto. Nel 1930, Norman vendette la sua proprietà e la località fu rinominata "Riverside Camp", che presto fu abbreviata in "Riverside".